# Chobienice
Chobienice (pol. hist. Chobienica, niem. Köbnitz) – wieś w Polsce położona w województwie wielkopolskim, w powiecie wolsztyńskim, w gminie Siedlec.

## Historia
Wieś historycznie należała do Wielkopolski, ma metrykę średniowieczną i jest notowana od XIV wieku. Po raz pierwszy wymieniona została w 1394 jako Chobenicz, 1397 Chobenicza, 1398 Chobenicze, 1403 Chobnicz, 1403 Chovenicze, 1404 Chovenicza, 1405 Chobenica, 1426 Chobyenicze, 1440 Chobyenicza, 1445 duplex Chobyenicze.
Tereny, na których leży miejscowość zasiedlone były jednak wcześniej. Archeolodzy odkryli w okolicy wsi grodzisko wklęsłe zamienione na stożkowate 1,5 km na wschód od Chobienic datowane szacunkowo na VII - połowę XIII wieku, a także prawdopodobne grodzisko stożkowate w dawnym parku dworskim na południe od Rowu Szarkowskiego, datowane na ok. połowy X-XI wiek oraz osadę na wyspie na jeziorze
Chobienickim.
W 1405 miejscowość leżała w parafii Przeprostynia, a w 1435 w powiecie kościańskim Korony Królestwa Polskiego.
Miejscowość była wsią szlachecką należącą w XV wieku do lokalnej szlachty wielkopolskiej: Chobienickich, Oganków i Blosów herbu Wadwicz. Ze względu na prywatną własność była przedmiotem sprzedaży, zastawów i dziedziczenia w wyniku czego miała wielu właścicieli co odnotowało wiele historycznych dokumentów prawnych. W 1427 po odbytym procesie woźny sądowy wprowadził Jerzego Jurgę Jarogniewskiego syna Janusza i dziedzica Zakrzewa koło Zbąszynia w posiadanie części Chobienic, która należała do Jana Blosa. W 1434 Jurga za 200 grzywien kupił od Hanki żony Jana Ciesielskiego także inne części Chobienic. W 1435 kupił także od Hanki żony Andrzeja Konopki z Bukowca, za 200 grzywien 1/4 Chobienic i 1/4 Śniegoszewa. W latach 1467–72 właściciel wsi Filip Chobienicki z Chobienic zapisał swojej zonie Katarzynie po 200 grzywien posagu i wiana na połowie Chobienic należnej mu w działach z bratem. W 1469 Filip zapisał żonie Katarzynie po 150 grzywien posagu i wiana na połowie dóbr w Chobienicach, Zakrzewie, Wojciechowie i Godziszewie oraz na połowie jeziora w Chobienicach.
W latach 1424–1458 imiennie odnotowano niektórych mieszkańców wsi: w 1424 Macieja włodarza Jana Blosa i Tomasza włodarza Marcina Oganki Chobienickiego, a w 1458 Zmudka lub Smudka, który trzymał jaz na jeziorze koło Chobienic.
W 1530 regesty podatkowe odnotowały pobór we wsi z 4 łanów i młyna korzecznego. W 1563 odbył się pobór podatków od 7 łanów, dwóch karczm, młyna dorocznego walnego oraz od dwóch rzemieślników. W 1564 odnotowano we wsi 7 łanów. W 1566 miał miejsce pobór od 7 łanów, 9 zagrodników z rolą, 7 komorników, dwóch karczm z dwoma polami po 1/2 łana, młyna dorocznego. W latach 1580/81 pobrano podatki od 7,5 łana, 1/4 łana roli karczmarskiej, 8 zagrodników, 4 komorników, jednego rataja (najemnego robotnika wiejskiego), 2 rzemieślników oraz od młyna wodnego.
Wskutek II rozbioru Polski w 1793 wieś przeszła pod władanie Prus i jak cała Wielkopolska znalazła się w zaborze pruskim. W okresie Wielkiego Księstwa Poznańskiego (1815–1848) miejscowość wzmiankowana jako Chobienice należała do większych wsi w ówczesnym powiecie babimojskim w rejencji poznańskiej. Chobienice należały do tuchorskiego okręgu policyjnego tego powiatu i stanowiły siedzibę majątku Chobienice, który należał wówczas do Konstancji Mielżyńskiej.
Według spisu urzędowego z 1837 roku Chobienice liczyły 589 mieszkańców, którzy zamieszkiwali 49 dymów (domostw).
Wieś rycerska, w 1909 roku własność hrabiego Macieja Mielżyńskiego.
W latach 1954–1971 wieś należała i była siedzibą władz gromady Chobienice, po jej zniesieniu w gromadzie Siedlec. W latach 1975–1998 miejscowość administracyjnie należała do województwa zielonogórskiego. Parafia katolicka pw. św. Piotra w Okowach.
Fundatorem miejscowego kościoła i pałacu był hrabia Józef Klemens Mielżyński.

## Zabytki
- Pałac w Chobienicach zbudowany został w stylu barokowym przed 1765 rokiem i w końcu XVIII w. należał do najokazalszych w Wielkopolsce. Jego projektantem był Adam Stier. Była to dwupiętrowa budowla z wybrukowanym podwórzem i trzema symetrycznie umieszczonymi bramami wjazdowymi. W XIX wieku pałac został przebudowany w stylu klasycystycznym, wtedy też powstał portyk z czterema kolumnami doryckimi podtrzymującymi fronton, zawierający herb Nowina Mielżyńskich. Pod portykiem w architrawiu (belkowaniu) napis „Nie sobie, lecz następcom”. Dookoła rozciągał się okazały ogród z cieplarniami i oranżeriami oraz 18-hektarowy park. W pałacu pod opieką swej babci Wirydiany Mielżńskiej spędzili kilka lat dzieciństwa Edward Raczyński i jego brat Atanazy[8]. W tutejszym pałacu toczy się akcja tragikomedii Jacka Kowalskiego Historia o Gogolewskim (2001).
- W parku znajdują się pozostałości gródka stożkowatego, na którym w średniowieczu na kopcu istniała prawdopodobnie rycerska wieża mieszkalna właściciela Chobienic.
- Kościół barokowy z 1778 roku, rozbudowany o transept po 1928 roku. Wnętrze barokowe z ok. 1780 roku.
- Rządcówka z XVIII w.
- Szkoła XIX w. – numer rejestru 1008/A z 1970-03-11

### Obiekty zabytkowe wpisane do rejestru zabytków

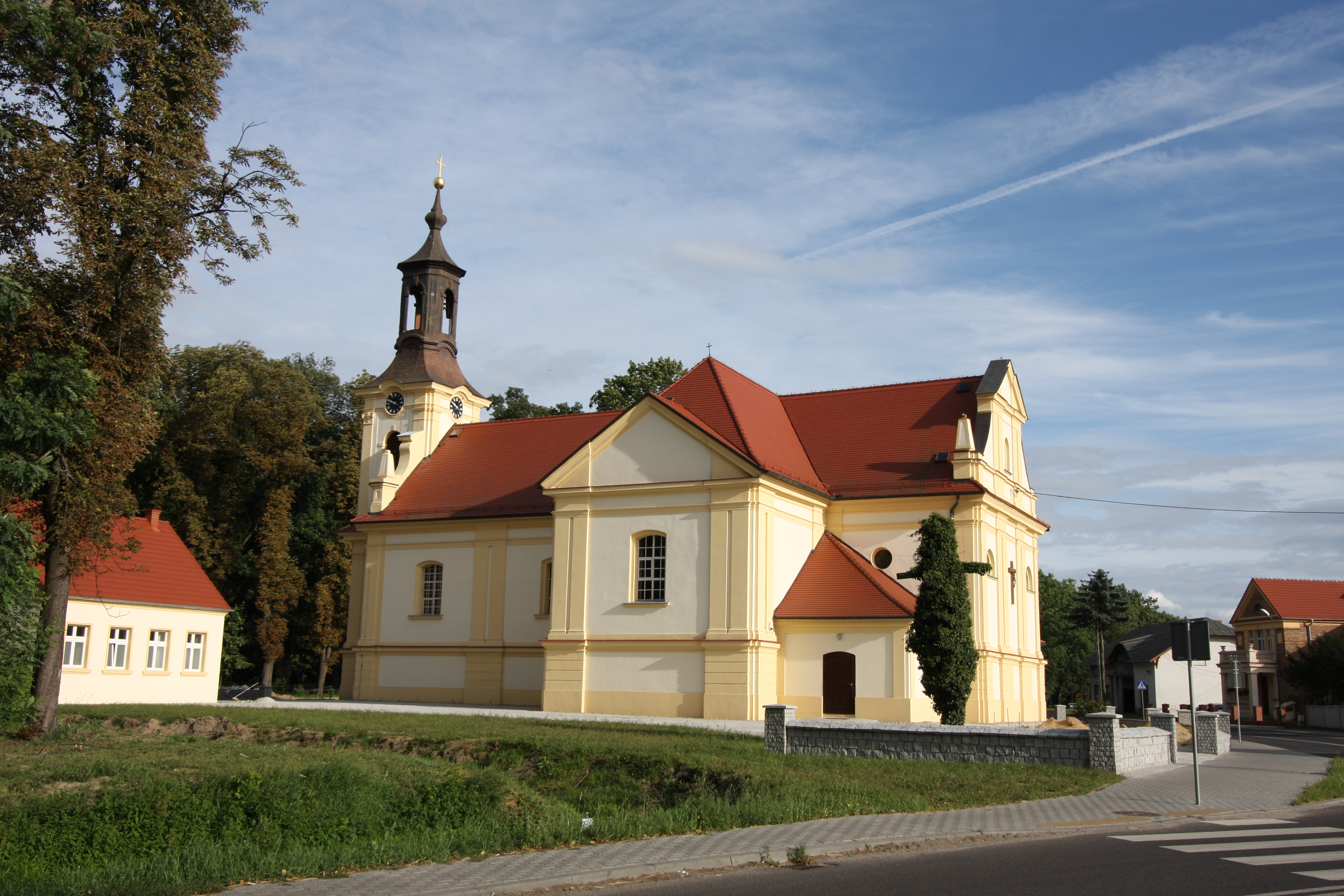
Kościół św. Piotra w Okowach, z l. 1778-83, 1928-30
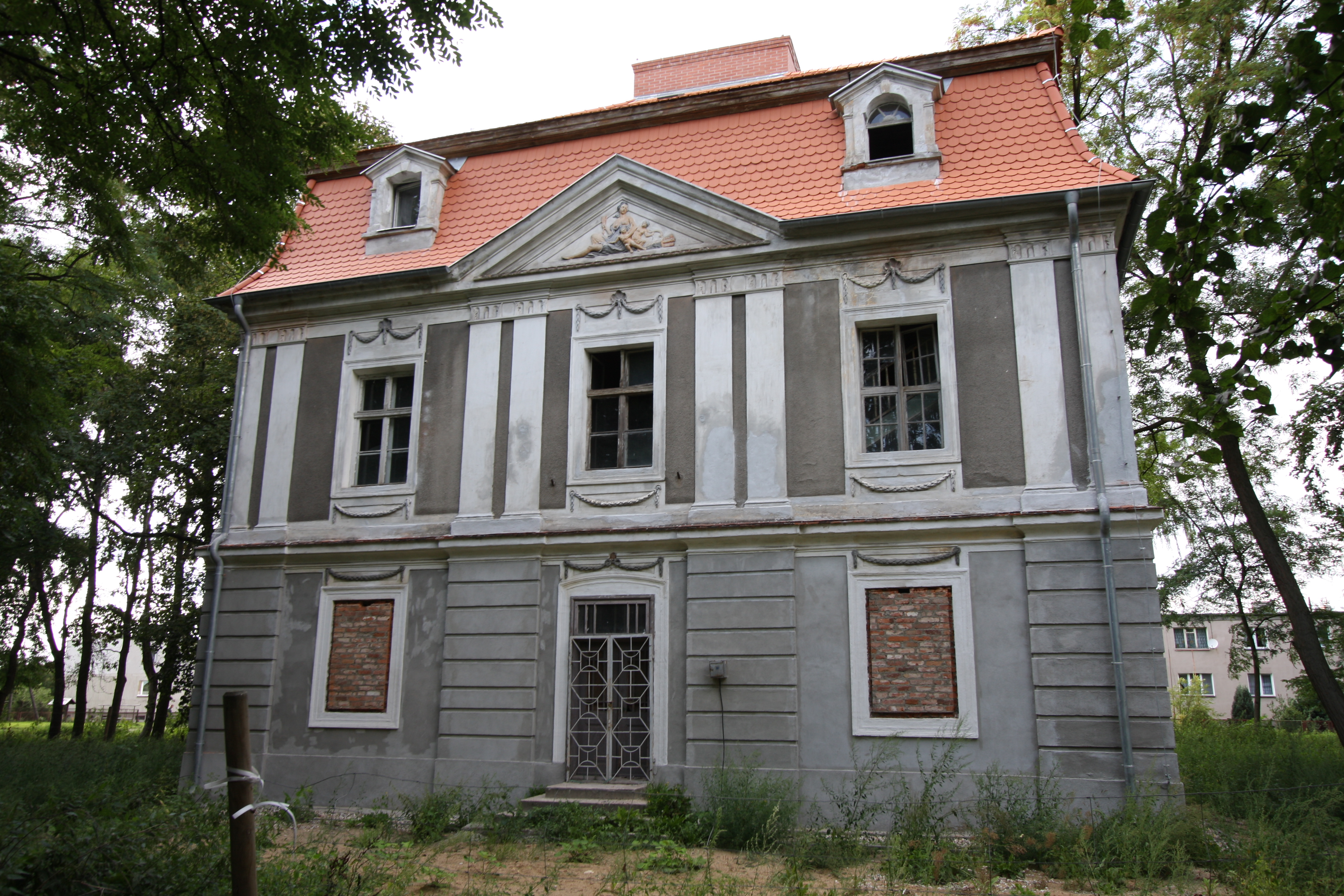
Oficyna, w zespole pałacowym, mur., pocz. XIX w.
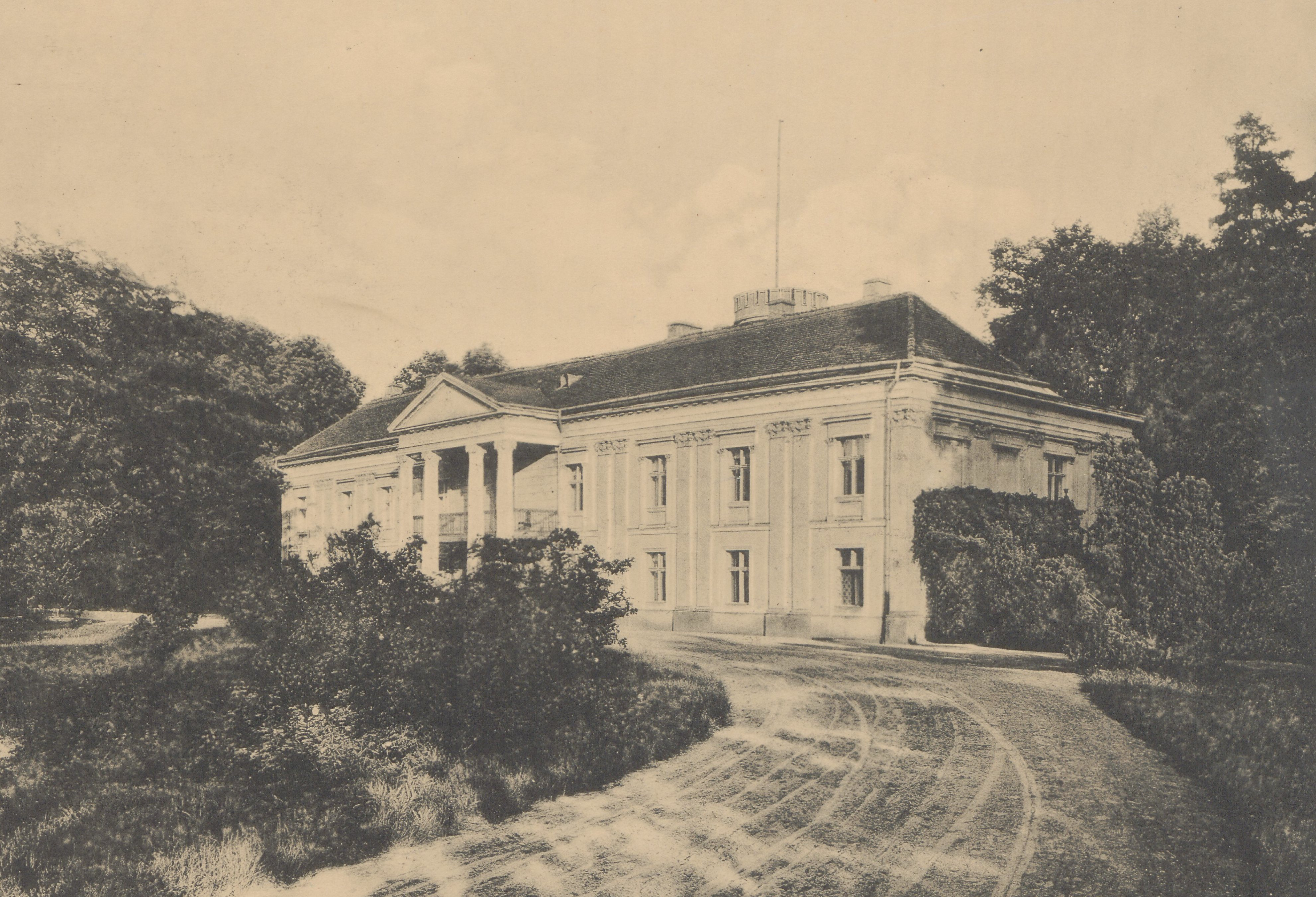
Widok pałacu przed 1912
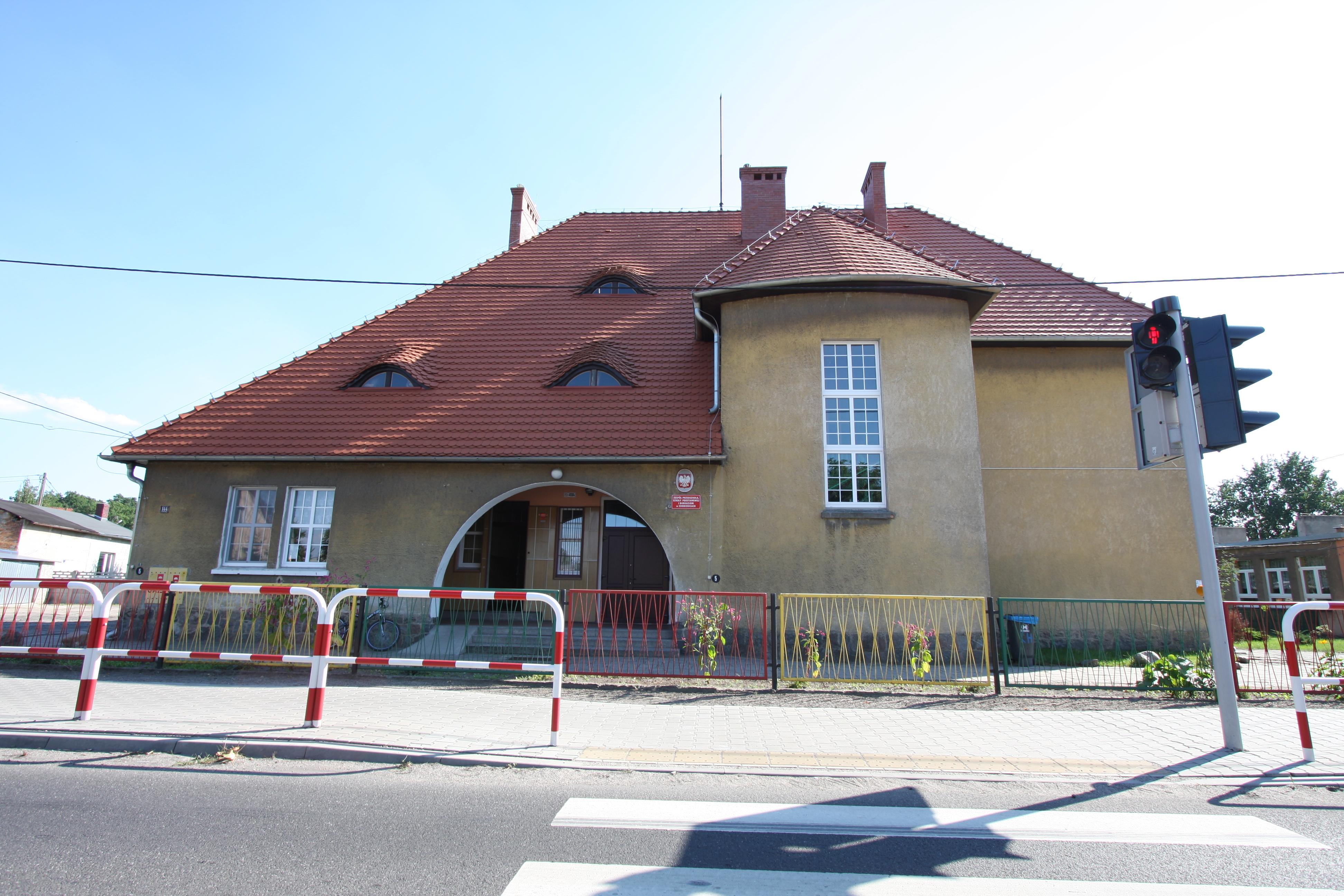
Szkoła, mur., XIX
Herb Nowina Mielżyńskich

## Przyroda
W latach 50. XX wieku obserwowany był we wsi świerszczyk szary – było to jedno z dwóch jego stanowisk w Wielkopolsce (drugie w Wielkopolskim Parku Narodowym).

## Urodzeni
- Ignacy Mielżyński (ur. 19 lutego 1871, zm. 11 stycznia 1938 w Iwnie) – hrabia, podpułkownik kawalerii Wojska Polskiego
- Maciej Ignacy Mielżyński,(ur. 13 października 1869, zm. 9 stycznia 1944 w Wiedniu) – hrabia, podpułkownik kawalerii Wojska Polskiego. Naczelny wódz III powstania śląskiego.